# Филейка (Киров)
Филейка — жилой район Кирова, входит в состав Октябрьского городского района.

## История
До революции Филейский приход насчитывал около 25 деревень, с центром в селе Филейском, где располагалась Покровская церковь (разрушена в 1940-м году).
Был Филейский Александро-Невский монастырь, основанный иеросхимонахом Слободского Крестовоздвиженского монастыря святым преподобным Стефаном Филейским, который в этом монастыре и был похоронен. По указу Святейшего правительствущего синода, он был определен к открытию в 1890 году, но уже в 1920-х годах был разрушен. В монастыре было два храма: в честь Успения Божией Матери и во имя святого князя Александра Невского (с двумя приделами).
Современная Филейка организовывалась как рабочий посёлок при заводе № 32 (им. XX партсъезда, ныне АО «ВМП „Авитек“»), эвакуированном из Москвы во время Великой Отечественной войны.

## Инфраструктура
В микрорайоне расположены 8 детских садов, две школы и лицей. Также действуют учреждения дополнительного образования, кружки и спортивные секции в СКЦ «Семья» и клубе «Северный». Советское прошлое выразилось в отсутствии полноценных торговых площадей. Преимущественно, они расположены на первых этажах жилых домов. С 2012 года открыты два торговых центра «Феликс» и «Север», в 2016 году быткомбинат «Северный» реконструирован в ТЦ «Норд». Работает мини-рынок. Район обслуживается одиннадцатым и сорок седьмым почтовыми отделениями. Есть филиалы и отделения нескольких банков. В центре района находится площадь XX партсъезда (в народе именуемая «Авитек»), рядом с которой расположено АО «Вятское машиностроительное предприятие „Авитек“». 20 февраля 2016 г., во время рабочего визита в Киров вице-премьер Дмитрий Рогозин открыл «Кировское машиностроительное предприятие» (входит в состав АО «Концерн ВКО „Алмаз-Антей“»), строительство которого велось в 2012—2016 годах на площадях завода «Авитек».
Основными транспортными магистралями являются Октябрьский проспект и улица Дзержинского, ведущая на выезд из города.

## Архитектура
Район застраивался преимущественно в советскую эпоху, поэтому здесь представлены в большом объёме сталинки, хрущёвки, брежневки. Также присутствуют индивидуальные частные дома.

### Современная застройка
- Жилой комплекс «Северная звезда» — ограничен улицами Сутырина, Подгорной,

Василия Жуковского и оврагом на севере. Представлен пятью кирпичными многоэтажными домами от 10 до 16 этажей. Также в жилом комплексе имеется общественное здание, расположенное на крыше подземной парковки, с магазином, кафе и детской студией развития.
- Жилой комплекс «Слобода Никольская» — малоэтажная застройка по дороге в пос. Ганино. Состоит из 3-4 этажных домов, детского сада «Акварель», строящегося рынка и планируемой школы.
- Микрорайон «Северные ворота» — проектируемый жилой микрорайон, состоящий из домов от 3 до 17 этажей, торгового центра, также планируется начальная школа и детский сад, часовня. Получил такое название, потому что расположен на северном въезде в город, около слободы Зоновы, на территории бывшего подсобного хозяйства завода «Авитек».

## Культура
- Социально-культурный центр «Семья» (бывший ДК «АВИТЕК», ДК имени XX партсъезда)
- Клуб «Северный»
- Музейно-выставочный комплекс «Природа» (закрыт в 2015 г.)

Филиалы Центральной городской библиотеки им. А. С. Пушкина:
- № 18, имени А. М. Горького,
- № 20.

## Религия
- Церковь Новомучеников и исповедников Российских. Открыта 10 сентября 1994 г.
- Церковь иконы Божией Матери «Всех скорбящих Радость» (строится)
- Часовня Стефана Филейского на Филейском кладбище. Построена в 2001 г.
- Руины Александро-Невского монастыря и источник с памятным крестом Стефану Филейскому
- Покровская церковь в слободе Филейка (разрушена в 1940-м году, участок не занят, возможно восстановление)
- Церковь христиан Адвентистов седьмого дня («Христианский культурный центр»)
- Дом молитвы Международного союза церквей евангельских христиан-баптистов
- Старообрядческий собор во имя святителя Николы в слободе Зоновы (9 августа 2016 г. установлен закладной крест)

## Достопримечательности

### Особо охраняемые природные территории регионального значения
- Санаторий «АВИТЕК»

Охранная зона скважины северо-западнее центра медицинской реабилитации для детей «Айболит»
- Филейский родник с водопадом

Склон левого коренного берега р. Вятки под профилакторием «АВИТЕК»
- Кедр в слободе Филейка (исключён в 2013 году)

Слобода Филейка у кромки коренного берега р. Вятки
- Филейское геологическое обнажение

Левый берег реки Вятки ниже слободы Филейка на протяжении 1 км
- Филейская популяция Кортузы Маттиоли

Правый склон Филейского оврага у дорожной развязки от мостиков через ручей у частного дома до коллектора ливневой канализации, от асфальтовой дорожки до ручья по дну оврага

### Памятник археологии
- Наговицкое городище (Филейское, Наговицынское)

Территория спорткомплекса Трамплин

### Местного значения
- Памятник В. И. Ленину на площади XX партсъезда;
- Фонтан с золотыми рыбками (реконструирован в 2016 году);
- Скульптура «Факел» — «звезда» на стрелке улицы Свердлова и Октябрьского проспекта);
- Скульптура «Миру — мир!» — «глобус с голубями» на стрелке ул. Дзержинского и Ленинградской, ликвидирована 16 июня 2014 администрацией города как «ветхая конструкция» перед визитом премьер-министра Д. А. Медведева.
- Трамплин К-90 — построен в 1951 году. Хоть и является спортсооружением, является одним из символов микрорайона.
- Самолёт «Ан-8 — в 1981 году был установлен на стрелке улиц Жуковского и Сутырина, как гласила памятная табличка, в качестве подарка «кировской детворе от завода им. XX партсъезда в год своего 50-летия. 1981 г.». До 90-х годов использовался как детский кинотеатр «Орлёнок». В 2000-х переделан под бар «Штопор», который был разобран в октябре 2010. В конце 2011 года Самолёт под маской ООО «Штопор» выкупила строительная компания «Мой дом», а позже озвучила планы по строительству на его месте 22-этажного жилого дома, летом 2012 стройплощадку огородили металлическим забором. Жители микрорайона собирали подписи о недопущении сноса местной достопримечательности, обращались в прокуратуру, которая установила факт нахождения стройки в санитарно-защитной зоне завода «Авитек». В октябре 2013 другая строительная компания УКС «Авитек», ведущая строительство рядом, заявила о выкупе самолёта и принципиально ином отношении к нему — обещали его оставить и восстановить территорию. В марте 2014 начались работы по реконструкции, а уже 10 июня к 640-летнему юбилею города Кирова всё было сделано. 29 июня 2014, приурочив к Дню Молодёжи, самолёт официально презентовали горожанам в качестве арт-салона «Самолёт» и провели в нём выставку картин молодых художников Вятки «На крыльях».
- Руины братского корпуса Филейского Александро-Невского монастыря.

## Спорт
- Спорткомплекс Трамплин» с лыжероллерной трассой (1 этап реконструирован в 2012—2013 гг.)
- ВятОСДЮСШОР № 3 (лыжные гонки, прыжки с трамплина, горнолыжный спорт и спортивное ориентирование)
- Центр горнолыжного спорта «Ski Club»
- Слаломная гора. Центр экстремального отдыха «Победа» (ликвидирован в 2015 г.)
- Лыжная база ВятГУ
- Лыжная база ВятОСДЮСШОР
- Стадион и спорткомплекс «Факел». Вятская областная специализированная детско-юношеская спортивная школа олимпийского резерва
- Картинговый клуб «Вятка-карт»
- Клуб кикбоксинга «Каскад»

## Образование
- Средняя общеобразовательная школа № 18
- Художественно-технологический лицей (бывшая Средняя общеобразовательная школа № 36)
- Средняя общеобразовательная школа № 56
- Лингвистическая гимназия (бывшая Средняя общеобразовательная школа № 43)
- Школа-интернат № 3
- Межшкольный учебный комбинат № 4 (ранее № 1)
- Отделение изобразительного искусства детской школы искусств «Рапсодия»
- Клуб юных техников имени Г. С. Титова
- Хоровая музыкальная школа «Орлята»

## Здравоохранение
- Северная клиническая больница скорой медицинской помощи — комплекс лечебных корпусов в северной части микрорайона
- Кировская клиническая офтальмологическая больница
- Санаторий «АВИТЕК»
- Росплазма — строящийся завод по переработке плазмы крови, строительство заморожено.